# Heather Fisher
Pour les articles homonymes, voir Fisher.

a Compétitions nationales et continentales officielles uniquement.

b Matchs officiels uniquement.
Dernière mise à jour le 6 juin 2024.
Heather Fisher, née le 13 juin 1984 à Birmingham (Angleterre), est une joueuse internationale anglaise de rugby à XV, internationale anglaise et internationale britannique de rugby à sept, occupant le poste de troisième ligne aile.

## Biographie
Heather Fisher commence le rugby à XV à quinze ans, elle délaisse le rugby quand elle a l'occasion de représenter la Grande-Bretagne en bobsleigh à travers le monde. Elle se classe deuxième dans le championnat britannique de bobsleigh en 2008 et dans les six premiers des Championnats du Monde juniors.
Heather Fisher fait ses débuts en équipe d'Angleterre de rugby à XV en 2009. Elle fait partie de l'équipe qui l'emporte en 2009 contre la Nouvelle-Zélande, pour une victoire historique, la première depuis 2001.
Elle est retenue pour la Coupe du monde 2010, elle dispute trois rencontres au poste de troisième ligne aile en tant que titulaire, elle est blessée et indisponible pour la finale, l'Angleterre s'incline contre la Nouvelle-Zélande 10 à 13.
En 2013, elle dispute également la Coupe du monde de rugby à sept 2013 avec l'Angleterre, elle marque un essai en quart de finale pour une défaite 24-7 contre les futures championnes du monde, la Nouvelle-Zélande.
L'année suivante, elle est retenue pour la Coupe du monde de rugby à XV 2014, elle dispute les trois rencontres de poule, toujours au poste de troisième ligne aile et en tant que titulaire. L'Angleterre termine première de poule avec deux victoires et un match nul 13-13 concédé aux Canadiennes ; elle affronte l'Irlande en demi-finale. Elle s'impose puis gagne contre le Canada en finale.
En septembre 2021, elle annonce mettre un terme à sa carrière sportive

## Palmarès
- Finaliste de la Coupe du monde en 2010.
- Vainqueur de la Coupe du monde en 2014.